# Evo prevoschoditel'stvo
Evo prevoschoditel'stvo (Его превосходительство, Sua Eccellenza) è un film del 1928 diretto da Grigorij L'vovič Rošal'. Il film prende ispirazione da fatti realmente accaduti: il 5 maggio 1902 l'operaio Hiršas Lekertas di Vilnius, membro del Bund, attentò alla vita di Viktor von Wahl, governatore di Vil'na, e venne per questo condannato a morte.

## Trama
Alcuni prigionieri in un carcere vengono sottoposti alla flagellazione, su ordine del governatore von Wahl. Fra di essi vi è Miriam, la figlia del rabbino capo della cittadina.
Gli antecedenti: comitati di lavoratori stavano organizzando una manifestazione, naturalmente non autorizzata, visti i tempi (siamo verosimilmente nell'Impero russo del 1902), in occasione del 1º maggio; ad essa si sarebbero uniti anche Miriam e Hiršas Lekertas, operaio. Il padre di Miriam, furioso perché la figlia vuole, in tale occasione, unirsi ai non-ebrei goyim, giunge a scomunicarla. Ma il vero discrimine non pare essere tanto quello religioso, quanto quello generazionale e soprattutto di coscienza di classe, che attraversa trasversalmente i vari schieramenti. Hiršas, per parte sua, è una "testa calda" del movimento dei lavoratori, propenso all'azione armata individuale, per quanto venga a motivo di ciò redarguito dai compagni, che gli fanno notare che tali azioni, finché la massa non sarà armata, sconfinano nel terrorismo.
La manifestazione ha luogo. Le forze dell'ordine governative la disperdono facilmente, uccidendo alcuni manifestanti, ferendone altri, e catturandone altri ancora, fra i quali diversi ebrei che, come Miriam, finiscono nelle prigioni (mentre Hiršas, ebreo anch'egli, scampa all'arresto).
A seguito di ciò, nella stessa comunità ebraica della città insorgono differenze. I ricchi, solidali al governo, capeggiati dall'industriale Spiess, seguaci di Theodor Herzl, e timorosi che un tale coinvolgimento di lavoratori ebraici nei moti possa portare ad un indiscriminato pogrom verso tutti gli ebrei, ricevuti in udienza dal governatore, gli propongono di punire i reclusi (che comunque fanno parte di una classe sociale inferiore rispetto a loro) frustandoli, e di chiudere la faccenda. Il governatore acconsente. Il rabbino capo propone invece al governatore di punire solo gli istigatori della rivolta, risparmiando coloro che sono stati traviati dai leader, come sua figlia Miriam. Ma von Wahl non dà retta al rabbino, e la fustigazione ha luogo.
Il governatore von Wahl è un appassionato di circo. Dopo una rappresentazione, Hiršas si insinua nella sua carrozza e gli spara. Viene catturato e condannato a morte.
La didascalia finale informa che, "dopo innumerevoli vittime ed errori individuali il partito e la classe lavoratrice hanno ottenuto la vittoria".

## Produzione
Il film è stato realizzato seguendo le direttive emesse a suo tempo dal Comitato Centrale dell'Agit-Prop. tuttavia, a detta del regista Rošal', l'argomento era considerato così delicato da richiedere la supervisione costante da parte del commissariato del popolo per l'istruzione dell'Unione Sovietica.
Leonid Leonidov, nel doppio ruolo del governatore e del rabbino capo, era ai tempi la figura di spicco del Teatro d'arte di Mosca.
Quanto resta della pellicola – la cui prima bobina è considerata perduta -  è stato restaurato nel 1991 dal National Center for Jewish Film, della Brandeis University di Waltham (Massachusetts), in collaborazione con l'American Film Institute.

## Distribuzione
Il film è uscito nelle sale cinematografiche sovietiche il 25 marzo 1928.
Evo prevoschoditel'stvo è uscito in VHS nel 1991 a cura del National Center for Jewish Film, dotato di didascalie inglesi e con il titolo inglese His Excellency.
In tempi recenti il film è stato mostrato alla 41ª edizione del Festival di Berlino 1992.